# Moshav

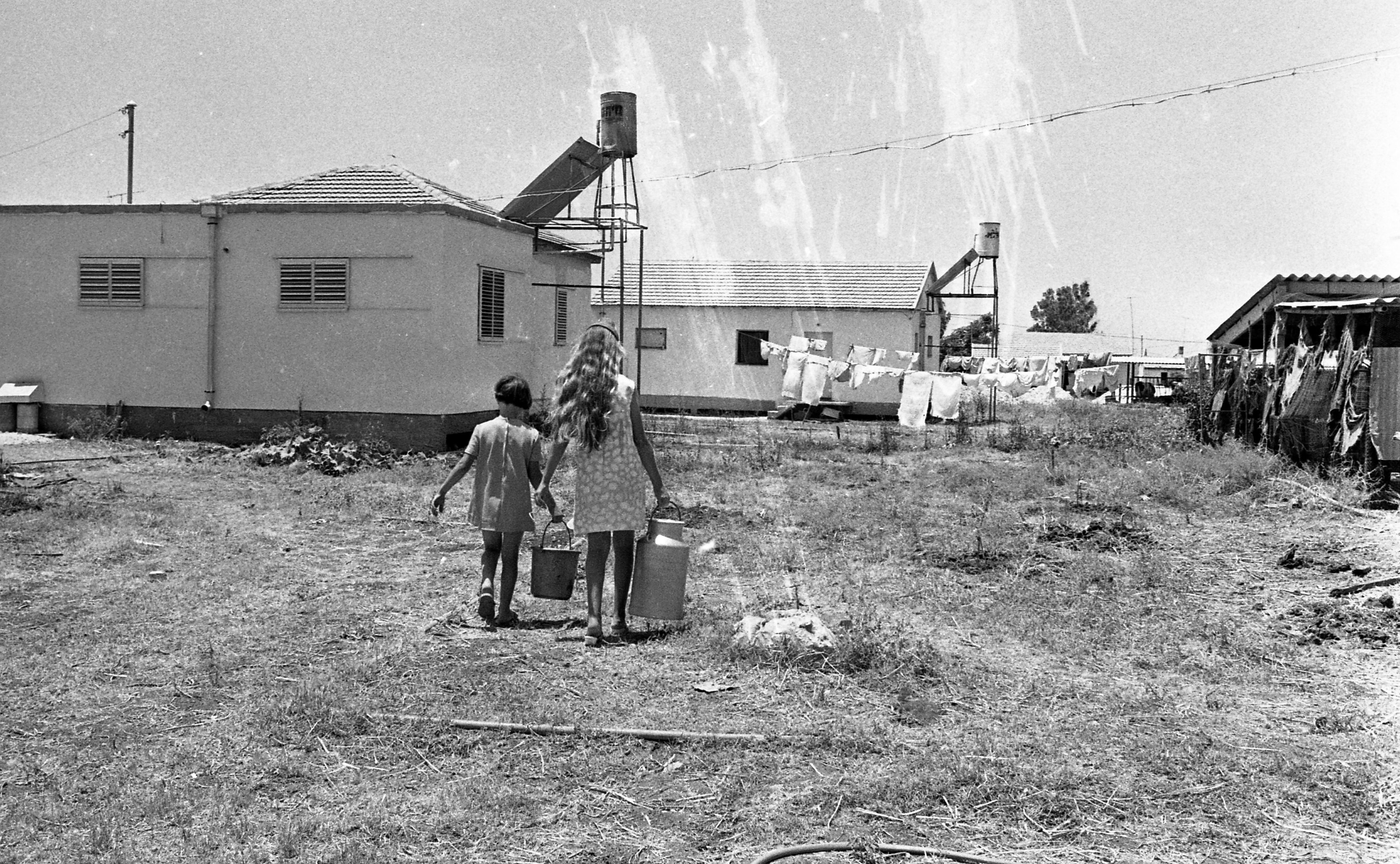
Moshav Megadim, Israel, 1969

Moshav (en hebreo: מוֹשָׁב‎ moshav; plural: מוֹשָׁבִים moshavim; lit. «asentamiento», «población») es un tipo de comunidad rural israelí de carácter cooperativo, similar al kibutz, formado por granjas agrícolas individuales y promovido por el sionismo laborista durante la Segunda Aliyá (de 1904 a 1914). Se diferencia del kibutz por estar influido por la propiedad privada.

## Historia

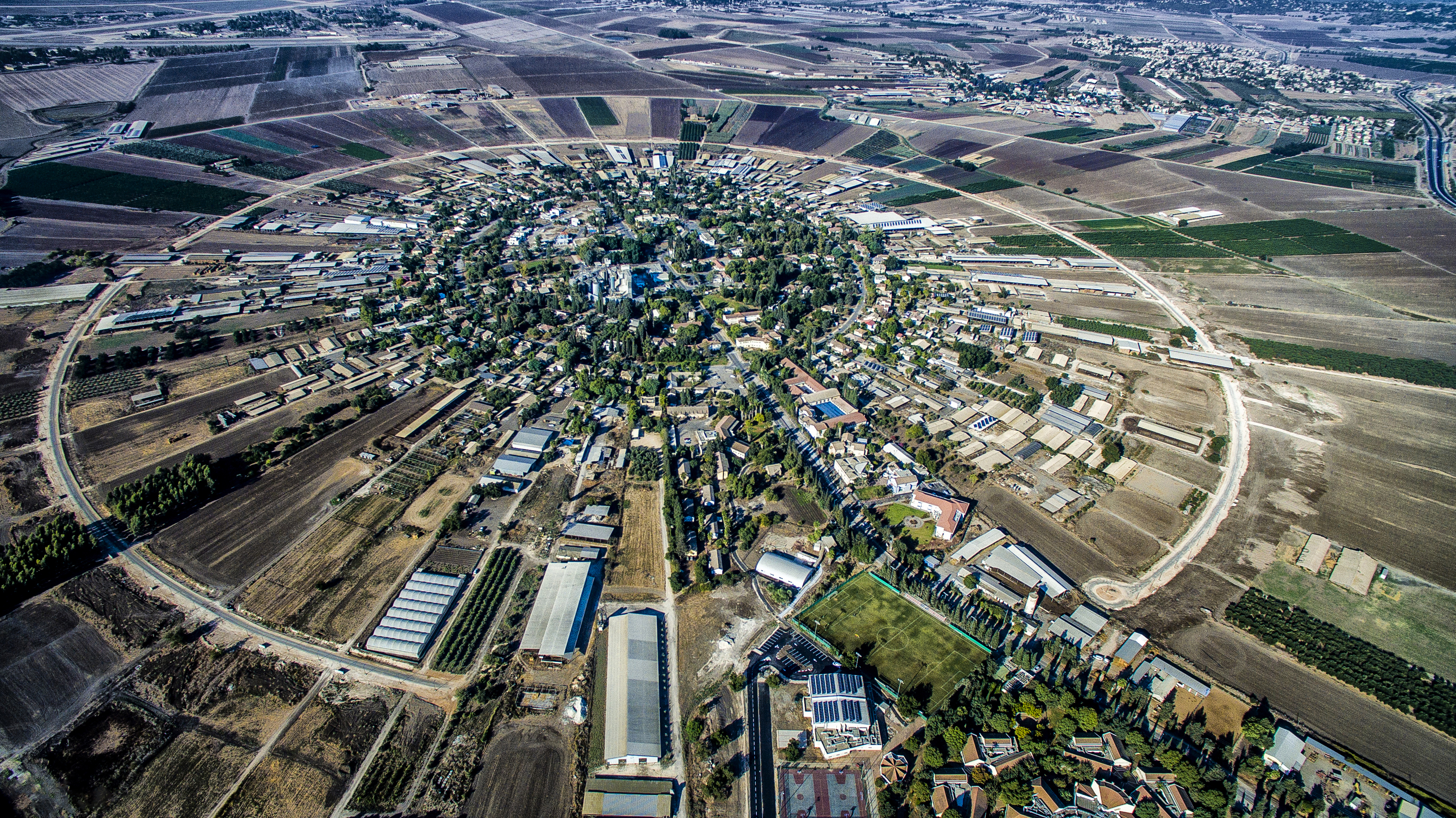
Moshav Nahalal en el valle de Jezreel

El primer moshav, Nahalal se estableció en el valle de Jezreel (también conocido como el valle de Esdraelon) el 11 de septiembre de 1921. En 1986, alrededor de 156.700 israelíes vivían y trabajaban en 448 moshavim; la gran mayoría de ellos están divididos en ocho federaciones.
Debido a que la organización moshav mantuvo a la familia como el centro de la vida social, era mucho más atractiva para los inmigrantes tradicionales mizrajíes en los años cincuenta y principios de los sesenta; evitaron experimentos audaces, como la crianza comunitaria de los niños o la igualdad de sexos, practicados en los kibutz comunales. Estos llamados moshavim de inmigrantes (hebreo: מושב עולים, moshav olim) fueron una de las formas más utilizadas y exitosas de absorción e integración de inmigrantes judíos mizrajíes; les permitió un ascenso mucho más estable hacia la clase media que la vida en algunas ciudades en desarrollo. Por esta razón, el moshav se convirtió en gran medida en una institución mizrají, mientras que el movimiento del kibutz siguió siendo básicamente una institución asquenazí.
Desde la Guerra de los Seis Días en 1967, tanto los moshavim como los kibutzim han dependido cada vez más de mano de obra extranjera, incluida la palestina. Las inestabilidades financieras de principios de los años 1980 afectaron duramente a muchos moshavim, al igual que su alta tasa de natalidad y el problema de absorber a todos los niños que desearan permanecer en la comunidad. A finales de la década de 1980, los miembros de los moshav empezaron a trabajar cada vez más en sectores no agrícolas fuera de la comunidad, de modo que algunos moshavim comenzaron a parecerse a suburbios o ciudades de cercanías cuyos residentes se desplazaban al trabajo. En general, los moshavim nunca disfrutaron del estatus de "élite política" otorgado a los kibutzim durante el período de dominio del Partido Laborista israelí; en consecuencia, los moshavim no soportaron la caída de prestigio experimentada por los kibutzim en las décadas de 1970 y 1980, durante el período de dominio del Likud que comenzó en 1977.